# 野狼呼叫21
《野狼呼叫21》（英語：Bat*21）是一部1988年美國戰爭劇情片，由彼得·馬克執導，金·哈克曼主演。本片叙述美國空軍战机飞行员，在1960年代被越共击中座机，因而机毁使得他被迫跳伞，在大批越共持械追捕下，经过越南叢林，终于回到安全地带，返回美国。